# Hvideodde Rev
Hvideodde Rev este o arie protejată (arie specială de conservare — SAC, sit de importanță comunitară — SCI) din Danemarca întinsă pe o suprafață de 830 ha, integral marine.

## Localizare
Centrul sitului Hvideodde Rev este situat la coordonatele 0°N 0°E / 0°N 0°E.

## Înființare
Situl Hvideodde Rev a fost declarat sit de importanță comunitară în august 2002 pentru a proteja un număr necunoscut de specii din flora spontană și fauna sălbatică aflate în arealul zonei. Situl a fost protejat și ca arie specială de conservare în decembrie 2011.

## Biodiversitate
Situată în ecoregiunile continentală și marină baltică, aria protejată conține 1 habitat natural: Recifuri.
La baza desemnării sitului se află un număr nedeclarat de specii protejate.